# Campeonato Neerlandés de Fútbol 1924-25
El Campeonato Neerlandés de Fútbol 1924/25 fue la 37.ª edición del campeonato de fútbol de los Países Bajos. Participaron 51 equipos divididos en cinco divisiones. El campeón nacional sería determinado por un grupo final formado con los ganadores de las divisiones de fútbol del este, norte, sur y dos del oeste. HBS Craeyenhout ganó el campeonato de este año.

## Nuevos participantes
Eerste Klasse Este:
- Promovido desde la 2ª división: FC Wageningen

Eerste Klasse Norte:
- Promovido desde la 2ª división: GVV Groningen

Eerste Klasse Sur:
- Promovido desde la 2ª división: De Valk

Eerste Klasse Oeste-I:
- Trasladado desde Oeste-II: Ajax Sportman Combinatie, Blauw-Wit Amsterdam, HFC Haarlem, HC & CV Quick y Sparta Rotterdam
- Promovido desde la 2ª división: GVV Unitas

Eerste Klasse Oeste-II:
- Trasladados desde Oeste-I: AFC Ajax, DFC, HVV Den Haag, RCH y VOC
- Promovido desde la 2ª división: HFC EDO

## Divisiones

### Eerste Klasse Este
| Pos | Equipo          | PJ | PG | PE | PP | GF | GC | Pts | DG  | Notas                                     |
| --- | --------------- | -- | -- | -- | -- | -- | -- | --- | --- | ----------------------------------------- |
| 1   | Go Ahead        | 18 | 14 | 4  | 0  | 41 | 11 | 32  | +30 | Clasificado al grupo final por el título. |
| 2   | SC Enschede     | 18 | 9  | 3  | 6  | 30 | 21 | 21  | +9  |                                           |
| 3   | Vitesse         | 18 | 9  | 2  | 7  | 31 | 26 | 20  | +5  |                                           |
| 4   | Heracles        | 18 | 8  | 3  | 7  | 33 | 27 | 19  | +6  |                                           |
| 5   | Enschedese Boys | 18 | 8  | 3  | 7  | 28 | 24 | 19  | +4  |                                           |
| 6   | ZAC             | 18 | 7  | 4  | 7  | 42 | 34 | 18  | +8  |                                           |
| 7   | HVV Hengelo     | 18 | 6  | 3  | 9  | 35 | 38 | 15  | -3  |                                           |
| 8   | FC Wageningen   | 18 | 5  | 5  | 8  | 25 | 29 | 15  | -4  |                                           |
| 9   | Quick Nijmegen  | 18 | 5  | 4  | 9  | 25 | 39 | 14  | -14 |                                           |
| 10  | Koninklijke UD  | 18 | 2  | 3  | 13 | 12 | 53 | 7   | -41 | Descendido a la segunda división.         |

PJ = Partidos jugados; PG = Partidos ganados; PE = Partidos empatados; PP = Partidos perdidos; GF = Goles a favor; GC = Goles en contra; Pts = Puntos; DG = Diferencia de goles

### Eerste Klasse Norte
| Pos | Equipo          | PJ | PG | PE | PP | GF | GC | Pts | DG  | Notas                                     |
| --- | --------------- | -- | -- | -- | -- | -- | -- | --- | --- | ----------------------------------------- |
| 1   | LAC Frisia 1883 | 18 | 11 | 5  | 2  | 47 | 13 | 27  | +34 | Clasificado al grupo final por el título. |
| 2   | Be Quick 1887   | 18 | 12 | 3  | 3  | 63 | 24 | 27  | +39 |                                           |
| 3   | Velocitas 1897  | 18 | 10 | 3  | 5  | 46 | 23 | 23  | +23 |                                           |
| 4   | Achilles 1894   | 18 | 10 | 2  | 6  | 45 | 43 | 22  | +2  |                                           |
| 5   | Veendam         | 18 | 7  | 5  | 6  | 29 | 28 | 19  | +1  |                                           |
| 6   | VV Leeuwarden   | 18 | 7  | 2  | 9  | 41 | 46 | 16  | -5  |                                           |
| 7   | LVV Friesland   | 18 | 5  | 4  | 9  | 18 | 29 | 14  | -11 |                                           |
| 8   | GVV Groningen   | 18 | 4  | 6  | 8  | 23 | 44 | 14  | -21 |                                           |
| 9   | WVV Winschoten  | 18 | 4  | 2  | 12 | 31 | 55 | 10  | -24 |                                           |
| 10  | MVV Alcides     | 18 | 3  | 2  | 13 | 19 | 57 | 8   | -38 | Descendido a la segunda división.         |

PJ = Partidos jugados; PG = Partidos ganados; PE = Partidos empatados; PP = Partidos perdidos; GF = Goles a favor; GC = Goles en contra; Pts = Puntos; DG = Diferencia de goles

### Eerste Klasse Sur
| Pos | Equipo          | PJ | PG | PE | PP | GF | GC | Pts | DG  | Notas                                                  |
| --- | --------------- | -- | -- | -- | -- | -- | -- | --- | --- | ------------------------------------------------------ |
| 1   | NAC             | 20 | 16 | 1  | 3  | 62 | 27 | 33  | +35 | Clasificado al grupo final por el título.              |
| 2   | MVV Maastricht  | 20 | 14 | 2  | 4  | 39 | 14 | 30  | +25 |                                                        |
| 3   | RKVV Wilhelmina | 20 | 11 | 2  | 7  | 42 | 32 | 24  | +10 |                                                        |
| 4   | NOAD            | 20 | 8  | 5  | 7  | 27 | 22 | 21  | +5  |                                                        |
| 5   | De Valk         | 20 | 8  | 5  | 7  | 37 | 41 | 21  | -4  |                                                        |
| 6   | BVV Den Bosch   | 20 | 8  | 4  | 8  | 32 | 27 | 20  | +5  |                                                        |
| 7   | FC Eindhoven    | 20 | 8  | 4  | 8  | 32 | 34 | 20  | -2  |                                                        |
| 8   | Willem II       | 20 | 6  | 5  | 9  | 38 | 38 | 17  | 0   |                                                        |
| 9   | Bredania        | 20 | 4  | 6  | 10 | 18 | 33 | 14  | -15 | Fusionado con 't Zesde para formar Bredania / 't Zesde |
| 10  | Alliance        | 20 | 5  | 1  | 14 | 29 | 57 | 11  | -28 | Descendido a la segunda división.                      |
| 11  | PSV Eindhoven   | 20 | 4  | 1  | 15 | 25 | 56 | 9   | -31 | Descendido a la segunda división.                      |

PJ = Partidos jugados; PG = Partidos ganados; PE = Partidos empatados; PP = Partidos perdidos; GF = Goles a favor; GC = Goles en contra; Pts = Puntos; DG = Diferencia de goles

### Eerste Klasse Oeste-I
| Pos | Equipo                   | PJ | PG | PE | PP | GF | GC | Pts | DG  | Notas                                     |
| --- | ------------------------ | -- | -- | -- | -- | -- | -- | --- | --- | ----------------------------------------- |
| 1   | Sparta Rotterdam         | 18 | 12 | 2  | 4  | 41 | 23 | 26  | +18 | Clasificado al grupo final por el título. |
| 2   | Feijenoord               | 18 | 11 | 3  | 4  | 51 | 22 | 25  | +29 | [Oeste-II]                                |
| 3   | Blauw-Wit Amsterdam      | 18 | 9  | 4  | 5  | 40 | 27 | 22  | +13 |                                           |
| 4   | ZFC                      | 18 | 8  | 2  | 8  | 34 | 39 | 18  | -5  | [Oeste-II]                                |
| 5   | HVV 't Gooi              | 18 | 6  | 5  | 7  | 34 | 25 | 17  | +9  |                                           |
| 6   | HFC Haarlem              | 18 | 6  | 5  | 7  | 36 | 40 | 17  | -4  | [Oeste-II]                                |
| 7   | Koninklijke HFC          | 18 | 6  | 3  | 9  | 37 | 43 | 15  | -6  |                                           |
| 8   | Ajax Sportman Combinatie | 18 | 6  | 2  | 10 | 39 | 51 | 14  | -12 | [Oeste-II]                                |
| 9   | GVV Unitas               | 18 | 5  | 4  | 9  | 23 | 39 | 14  | -16 |                                           |
| 10  | HC & CV Quick            | 18 | 5  | 2  | 11 | 23 | 49 | 12  | -26 | Descendido a la segunda división.         |

PJ = Partidos jugados; PG = Partidos ganados; PE = Partidos empatados; PP = Partidos perdidos; GF = Goles a favor; GC = Goles en contra; Pts = Puntos; DG = Diferencia de goles
[Oeste II] Equipos trasladados a la división Oeste-II para la próxima temporada.

### Eerste Klasse Oeste-II
| Pos | Equipo          | PJ | PG | PE | PP | GF | GC | Pts | DG  | Notas                                     |
| --- | --------------- | -- | -- | -- | -- | -- | -- | --- | --- | ----------------------------------------- |
| 1   | HBS Craeyenhout | 18 | 13 | 3  | 2  | 45 | 14 | 29  | +31 | Clasificado al grupo final por el título. |
| 2   | Stormvogels     | 18 | 10 | 6  | 2  | 39 | 19 | 26  | +20 | [Oeste-I]                                 |
| 3   | AFC Ajax        | 18 | 9  | 5  | 4  | 51 | 25 | 23  | +26 |                                           |
| 4   | RCH             | 18 | 10 | 2  | 6  | 47 | 39 | 22  | +8  | [Oeste-I]                                 |
| 5   | HFC EDO         | 18 | 9  | 3  | 6  | 37 | 32 | 21  | +5  |                                           |
| 6   | SBV Excelsior   | 18 | 7  | 1  | 10 | 29 | 44 | 15  | -15 |                                           |
| 7   | HVV Den Haag    | 18 | 5  | 4  | 9  | 32 | 39 | 14  | -7  | [Oeste-I]                                 |
| 8   | DFC             | 18 | 5  | 3  | 10 | 37 | 46 | 13  | -7  | [Oeste-I]                                 |
| 9   | UVV Utrecht     | 18 | 4  | 3  | 11 | 20 | 49 | 11  | -29 |                                           |
| 10  | VOC             | 18 | 2  | 2  | 14 | 32 | 62 | 6   | -30 | [Oeste-I]                                 |

PJ = Partidos jugados; PG = Partidos ganados; PE = Partidos empatados; PP = Partidos perdidos; GF = Goles a favor; GC = Goles en contra; Pts = Puntos; DG = Diferencia de goles
[Oeste I] Equipos trasladados a la división Oeste-I para la próxima temporada.

### Grupo final por el título
| Pos | Equipo           | PJ | PG | PE | PP | GF | GC | Pts | DG  |
| --- | ---------------- | -- | -- | -- | -- | -- | -- | --- | --- |
| 1   | HBS Craeyenhout  | 8  | 7  | 1  | 0  | 22 | 8  | 15  | +14 |
| 2   | NAC              | 8  | 5  | 1  | 2  | 22 | 12 | 11  | +10 |
| 3   | Sparta Rotterdam | 8  | 4  | 1  | 3  | 18 | 12 | 9   | +6  |
| 4   | Go Ahead         | 8  | 2  | 0  | 6  | 17 | 22 | 4   | -5  |
| 5   | LAC Frisia 1883  | 8  | 0  | 1  | 7  | 5  | 30 | 1   | -25 |

PJ = Partidos jugados; PG = Partidos ganados; PE = Partidos empatados; PP = Partidos perdidos; GF = Goles a favor; GC = Goles en contra; Pts = Puntos; DG = Diferencia de goles
|                                     |
| Campeón HBS Craeyenhout 3.er título |